# Vasil Bykav
Vasil' Bykaǔ, Васіль Уладзіміравіч Быкаў, (19. června 1924, vesnice Byčky Ušačského kraje, Vitebská oblast – 22. června 2003, Borovľany) byl sovětský a běloruský spisovatel, veřejný činitel, účastník druhé světové války.
Většinu svého díla věnoval Bykaŭ realistickému líčení bitev Velké vlastenecké války s nádechem lyricismu. Jeho postavy se ve vyhrocených situacích dostávají do těžkých morálních dilemat.

## Biografie
Narodil se 19. června 1924 ve vesnice Byčky Ušačského kraje Vitebské oblasti v rolnické rodině. V dětství se zabýval malířstvím. Vystudoval 8 tříd školy ve vesnice Kubliči, pak studoval sochařství ve Vitebském uměleckém učiliště (1939–1940), které opustil kvůli zrušení stipendia. V červnu 1941 jako externista udělal zkoušky za 10 třídu.
V létě 1942 byl přivolán do armády, na podzim 1943 získal titul podporučíka. Během jedné vojenské operace byl zraněn v nohu a břicho, chybně byl zapsán jako zahynulý; události po zranění posloužily základem povídky Mrtvé to nebolí. Na začátku roku 1944 se nacházel ve špitálu. Účastnil se Jasko-kišiněvské operace a osvobození Rumunska. S armádou prošel Bulharsko, Maďarsko, Jugoslávii a Rakousko.
Po demobilizace žil v Grodně (od roku 1947) a působil jako malíř a editor oblastních novin "Grodněnskaja pravda". Od roku 1959 je členem Svazu spisovatelů SSSR.
Po napsání knihy Mrtvé to nebolí se stal prakticky disidentem, roku 1968 protestoval proti okupaci Československa a roku 1980 proti válce v Afghánistánu.
Od roku 1978 žil v Minsku. Byl zvolen jako poslanec Nejvyššího sovětu BSSR (1978–1989). Stal se dokonce hlavním zakladatelem a organizátorem Běloruského helsinského výboru a Běloruského národního frontu (1988). Dále se výrazně podílel na založení běloruského oddělení PEN klubu, byl jeho prezidentem. V roce 1988 byl namísto Zjanona Pazňaka členem Vládní vyšetřovací komise která se zabývala objasněním vražd v Kurapatech, při prezidentských volbách v Bělorusku v roce 1994 byl jeho zmocněnou osobou.
Od konce roku 1997 bydlel v zahraničí v politické emigraci. Na začátku odjel do Finska podle pozvání finského PEN klubu, žil v blízkosti Helsinek; pak přestěhoval se do Německa, poté i do Česka. Zajímavostí je, že hodně času trávil i v Praze, kde ho přijal i tehdejší prezident Václav Havel.
Vrátil se domů jen měsíc před svou smrtí. Mnohokrát vystupoval s ostrou kritikou režimu Alexandra Lukašenka.

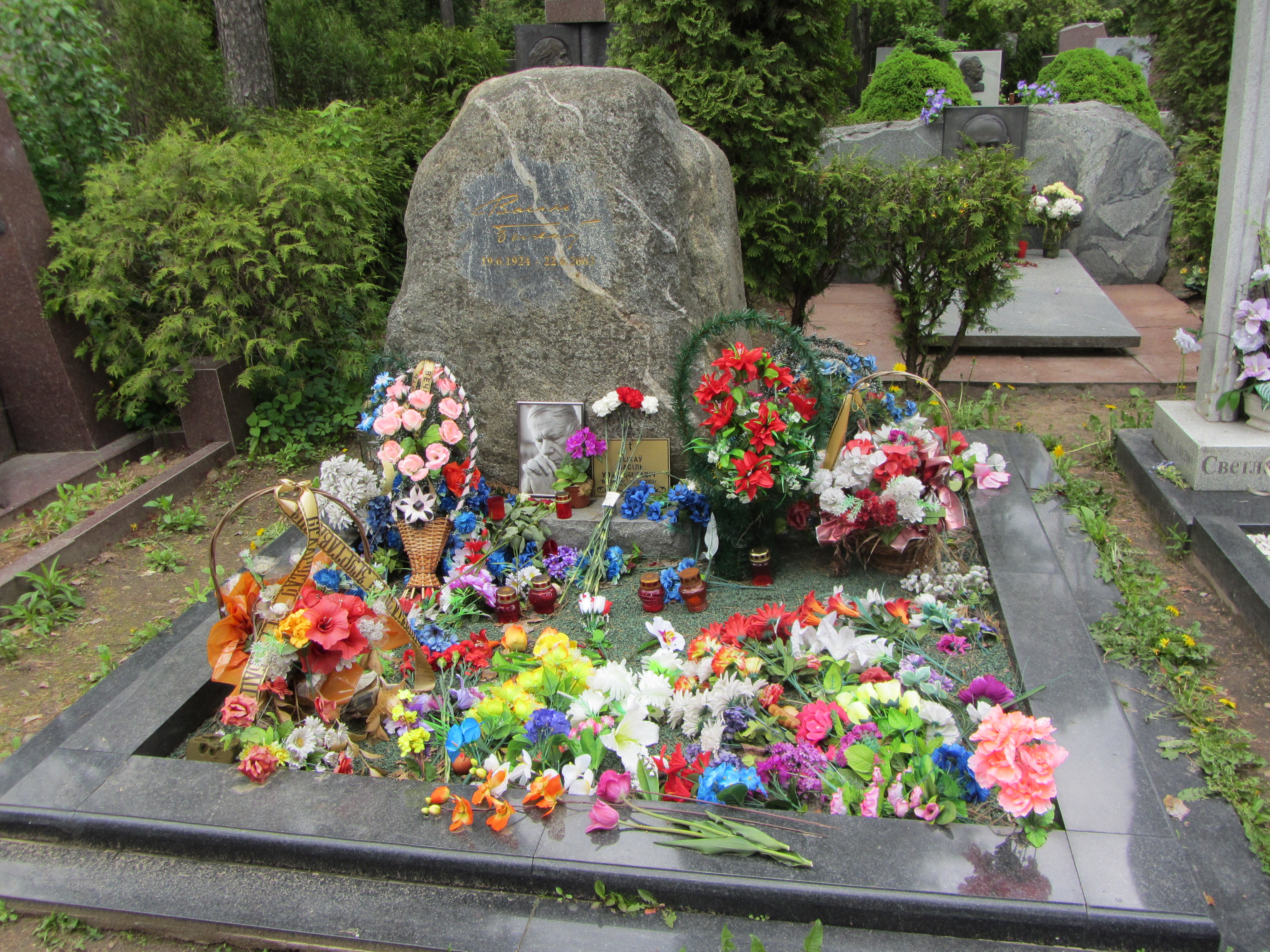
Hrob V. Bykava na Východním hřbitově v Minsku

Zemřel 22. června 2003 na karcinom žaludku v onkologické nemocnici v Borovľanach pod Minskem. Pohřeb byl pokažen politickými debatami už v kostele, kde probihal pohřební obřad; Alexandr Lukašenko se pohřbu neúčastnil. Rakev s tělem zesnulého spisovatele nesly několik kilometrů tisíce lidí.
V roce 2014 v chatové osadě Ždanoviči-6 vedle Minska byla otevřena pobočka státního muzea historie běloruské literatury "Muzeum-chata V. Bykava". Avšak už v červnu 2015 bylo muzeum zavřeno na neurčitou dobu na generální opravu; někteří se domnívají, že to může mít politický podtext.

## Díla
Ve své tvorbě se zabývá z většiny druhou světovou válkou, také věnuje pozornost problematice kolektivizace. V poslední době své tvorby psal o Bělorusku a jeho budoucnosti. Většinou psal v běloruštině, často pak je samostatně překládal do ruštiny.
Svá díla umisťuje na malý prostor do krátkého časového úseku, což mu minimalizuje počet hrdinů, u kterých se pak odehrává vnitřní drama v mezních situacích.

### Romány
- Lom (běl. «Кар'ер», 1986)

### Povídky
- Jeřábí volání (běl. «Жураўліны крык», 1959)
- Třetí raketa (běl. «Трэцяя ракета», 1961)
- Mrtvé to nebolí (běl. «Мёртвым не баліць», 1965)
- Kruhljanský most (běl. «Круглянскі мост», 1968)
- Sotnikov (běl. «Сотнікаў», 1970)
- Obelisk (běl. «Абеліск», 1971)
- Žít do svítání (běl. «Дажыць да світання», 1972)
- Vlčí smečka (běl. «Воўчая зграя», 1975)
- Jeho prapor (běl. «Яго батальён», 1975)
- Cesta bez návratu (běl. «Пайсці і не вярнуцца», 1978)
- Znamení zla (běl. «Знак бяды», 1982)
- V mlze (běl. «У тумане», 1987)
- Ablava (běl. «Аблава», 1988) – toto dílo se nezabývá válkou, ale je příběhem štvanice na uprchlého trestance ze stalinského gulagu.
- Vaučynaja jama (běl. «Ваўчыная яма», 1998)
- Balota (běl. «Балота», 2001)

### Ostatní
- Na kryžach (běl. «На крыжах», 1992) – sborník statí a rozhovorů
- Ružovy tuman (1995)
- Sciana (běl. «Сцяна», 1997)
- Pachadžanie (běl. «Пахаджане», 1999)
- Douhaja daroha dadomu (běl. «Доўгая дарога дадому», 2002) – kniha vzpominek
- Kali rukajucca dušy… (běl. «Калі рукаюцца душы...», 2003) - společně s Ryhorem Baradulinem.